# Neu Fahrland
Neu Fahrland è un quartiere della città tedesca di Potsdam.

## Storia
Neu Fahrland costituì un comune autonomo fino al 26 ottobre 2003.